# 유럽자고새

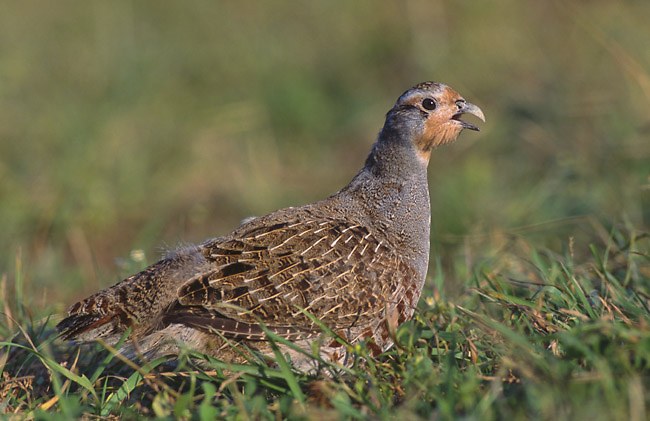
유럽자고새

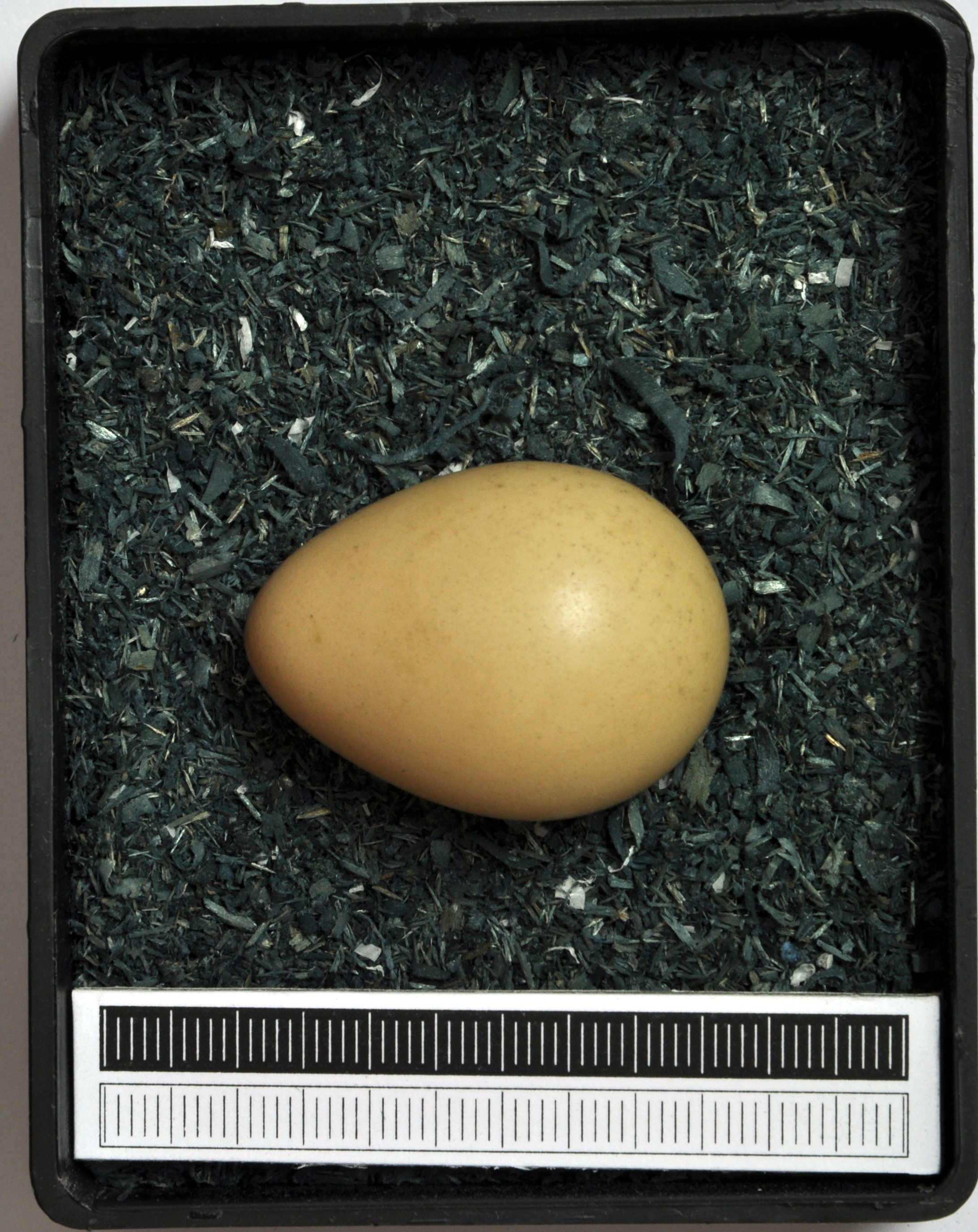
유럽자고새의 알.

유럽자고새(Perdix perdix, English partridge, Hungarian partridge, hun)는 닭목 꿩과에 속하는 새이다. 서식 범위가 넓으므로 유럽자고새는 IUCN 적색 목록에서 관심대상종으로 평가된다. 그러나 영국에서는 개체 수가 심각하게 감소하고 있으며 2015년 보존관심조류(Birds of Conservation Concern) 적색 목록에 등장하였다. 이 유럽자고새는 유럽 대부분의 지역에서 아시아 서부에 이르는 농지에서 사육되며 캐나다, 미국, 남아프리카, 오스트레일리아, 뉴질랜드에 유입되고 있다.
유럽자고새는 퉁퉁한 새로, 길이는 28~32 센티미터 (11~13 인치), 등은 갈색이고 옆구리와 가슴은 회색, 배는 흰색이다. 암컷은 지면 둥지 안에 최대 20개의 알을 낳는다.

## 아종
알려진 아종은 아래와 같이 8개이다.
- P. p. perdix (Linnaeus, 1758)
- P. p. armoricana 하르테르트, 1917
- P. p. sphagnetorum (Altum, 1894)
- P. p. hispaniensis Reichenow, 1892
- P. p. italica 하르테르트, 1917
- P. p. lucida (Altum, 1894)
- P. p. canescens Burturlin, 1906
- P. p. robusta Homeyer, Tancré, 1883